# Leucanella memusae
Leucanella memusae är en fjärilsart som beskrevs av Walker 1855. Leucanella memusae ingår i släktet Leucanella och familjen påfågelsspinnare. Inga underarter finns listade i Catalogue of Life.